# The Last Gunfighter Ballad
The Last Gunfighter Ballad es el vigésimo quinto  álbum del cantante norteamericano Johnny Cash lanzado en 1977. El CD incluye entre otros a "Far Side Banks of Jordan" y "That Silver Haired Daddy of Mine", esta última sale con la colaboración de su hermano Tommy Cash y solo se lanzó una canción como sencillo publicitario The Last Gunfighter Ballad llegó al número 38 en los rankings country, esta canción relata la vida de un pistolero el cual queda inservible en el modo y estilo de vida actual.

## Canciones
1. I Will Dance With You – 2:49
(Cash)
2. The Last Gunfighter Ballad – 2:48
(Guy Clark)
3. Far Side Banks of Jordan – 2:42
(Terry Smith)
4. Ridin' on the Cotton Belt – 3:25
(Cash)
5. Give It Away
(Tom T. Hall)
6. You're So Close to Me – 2:50
(Mac Davis)
7. City Jail – 3:56
(Cash)
8. Cindy I Love You – 2:15
(Cash)
9. Ballad of Barbara – 3:49
(Cash)
10. That Silver Haired Daddy of Mine – 2:54
(Gene Autry y Jimmy Long)

## Posición en listas
Álbum - Billboard (América del Norte)
| Año  | Tabla           | Posición |
| ---- | --------------- | -------- |
| 1977 | Álbumes Country | 29       |

Canciones - Billboard (América del Norte)
| Año  | Canción                      | Tabla             | Posición |
| ---- | ---------------------------- | ----------------- | -------- |
| 1977 | "The Last Gunfighter Ballad" | CAnciones Country | 38       |